# Parrasio (hijo de Licaón)
Parrasio es un personaje de la mitología griega, hijo de Licaón en unas versiones y en otras hijo de Zeus. Es un héroe arcadio y su hijo Arcas fue el que le puso el nombre a la región. Se le considera el fundador de la ciudad de Parrasia, la cual lleva su nombre en su honor.